# Akihiro Hino
Akihiro Hino (日野 晃博?, Hino Akihiro; Ōmuta, 20 luglio 1968) è un imprenditore e autore di videogiochi giapponese, amministratore delegato dell'azienda di videogiochi giapponese Level-5.

## Biografia
Akihiro Hino è nato il 20 luglio 1968 ad Ōmuta, nella Prefettura di Fukuoka.
Prima di fondare la Level-5 nel mese di ottobre del 1998, Hino ha iniziato la sua carriera nel settore dei videogiochi nei verso gli anni '90 presso l'ormai defunta azienda giapponese Riverhillsoft, in particolare lavorò sulla serie OverBlood per PlayStation. Hino ha agito come programmatore principale per il primo OverBlood, e per questo è stato promosso a lead designer e direttore per il sequel OverBlood 2.

Dalla creazione della Level-5 Hino ha progettato, pianificato e realizzato Dark Cloud, Dark Chronicle, e Rogue Galaxy per PlayStation 2, Jeanne d'Arc per PlayStation Portable, e Il professor Layton e il paese dei misteri per il Nintendo DS. Ha inoltre diretto Dragon Quest VIII: L'odissea del re maledetto della Square Enix per PlayStation 2.

Recentemente, Hino ha lavorato su White Knight Chronicles per PlayStation 3 e i due successivi giochi della serie del Professor Layton: Il professor Layton e lo scrigno di Pandora e Il professor Layton e il futuro perduto, entrambi per il Nintendo DS. Ha inoltre prodotto Inazuma Eleven e Dragon Quest IX: Le sentinelle del cielo (seconda collaborazione con Square Enix), anch'essi per Nintendo DS.

Nel 2011 la Level-5 e Hino sono stati assunti dalla Sunrise per sviluppare un videogioco basato sul franchise di Gundam.

## Lavori pubblicati

### PlayStation
- OverBlood (1996) - Programmatore
- OverBlood 2 (1998) - Designer, direttore e sceneggiatore

### PlayStation 2
- Dark Cloud (2000) - Designer, Sceneggiatore, Produttore
- Dark Chronicle (2002) - Designer, Sceneggiatore, Produttore
- Dragon Quest VIII: L'odissea del re maledetto (2004) - Direttore
- Rogue Galaxy (2005) - Lead Designer, Scenario, Producer, Direttore
- Rogue Galaxy: Director's Cut (2007) - Designer, Sceneggiatore, Produttore, Direttore

### PlayStation Portable
- Jeanne d'Arc (2006) - Designer, sceneggiatore, produttore
- Mobile Suit Gundam AGE (2012) - Designer, sceneggiatore, produttore

### Nintendo DS
- Il professor Layton e il paese dei misteri (2007) - Designer, Sceneggiatore, Produttore
- Il professor Layton e lo scrigno di Pandora (2007) - Designer, Sceneggiatore, Produttore
- Il professor Layton e il futuro perduto (2008) - Designer, Sceneggiatore, Produttore
- Dragon Quest IX: Le sentinelle del cielo (2009) - Produttore
- Il professor Layton e il richiamo dello spettro (2009) - Designer, sceneggiatore, produttore

### Nintendo 3DS
- Il professor Layton e la maschera dei miracoli (2010) - Designer, sceneggiatore, produttore
- Il professor Layton e l'eredità degli Aslant (2013) - Designer, sceneggiatore, produttore
- Il professor Layton vs Phoenix Wright: Ace Attorney (2014)
- Layton's Mystery Journey: Katrielle e il complotto dei milionari (2017) - Designer, sceneggiatore, produttore

### PlayStation 3
- White Knight Chronicles (2008) - Designer, sceneggiatore, produttore, direttore

### Multipiattaforma
- Megaton Musashi W (2024) - Direttore generale